# Kovács Rita
Kovács Rita (Nyíregyháza, 1970. március 29. –) Európa-bajnok magyar hosszútávúszó.

## Pályafutása
Juniorként a legjelentősebb eredményének egy Európa-bajnoki bronzérem számított 1985-ben 800 méteres gyorsúszásban, majd a nyílt vízi úszás térhódítását követően a hosszútávokon kezdett el versenyezni. 1991-ben első alkalommal rendeztek 25 kilométeren kontinensversenyt a nőknek, Kovács pedig Európa-bajnoki bronzérmet szerzett. A leghosszabb távon három évvel később, a római világbajnokságon ezüstérmes lett. 1995-ben 5 km-en, két évvel később 25 km-en megnyerte az Európa-bajnokságot, Sevillában ráadásul egy bronzérmet is begyűjtött a legrövidebb nyílt vízi távon. A két kontinensbajnoki győzelme között 800 gyorson indulhatott az 1996-os olimpián is. Gyermeke születése miatt 1998-ban visszavonult, de nyolc évvel később a hazai rendezésű Európa-bajnokságra visszatért. A Balatonalmádiban lebonyolított megmérettetésen 10 kilométeren másodikként zárt a német Angela Maurer mögött.